# Castniinae
A Castniinae a valódi lepkék (Glossata) alrendjében a kettős ivarnyílásúak (Ditrysia) osztag Cossina tagozatába (és annak hasonnevű altagozatába) sorolt Castniidae család névadó alcsaládja.

## Rendszerezésük
Az alcsaládba 31 nemét az alábbi nemzetségekbe osztják:
- Castniini
- Gazerini
- Synemonini